# Золоте озеро
«Золоте озеро» — радянський художній фільм 1935 року, знятий режисером Володимиром Шнейдеровим на студії «Межрабпомфільм».

## Сюжет
Про боротьбу золоторозвідуваної експедиції з бандою хижаків-старателів, які переховуються від органів правосуддя в алтайській тайзі.

## У ролях
- Іван Новосельцев — Андрій Степанов
- В. Толстова — Марина, провідник
- Андрій Файт — Урнай
- Михайло Гродський — ватажок бандитів
- І. Михайлов — Подлипало
- Василь Савицький — старатель
- М. Голубін — шаман
- Володимир Шнейдеров — начальник геологорозвідувальної експедиції
- Еліана Дугіна — епізод

## Знімальна група
- Режисер — Володимир Шнейдеров
- Сценаристи — Володимир Шнейдеров, Олександр Перегуда
- Оператор — Олександр Шеленков
- Композитор — Сергій Василенко
- Художник — Фелікс Богуславський